# Keltenerlebnisweg
Der Kelten-Erlebnisweg (auch Keltenerlebnisweg) ist ein Fernwanderweg in Thüringen und Bayern. Er ist 261 Kilometer lang und führt an zahlreichen Museen und Bodendenkmälern vorbei, die an die Zeit der Kelten erinnern. Er verläuft in erster Linie durch Laubwald und ist auch mit dem Mountainbike zu befahren. Außerdem gibt es zahlreiche archäologische Zeugnisse, Museen und landschaftliche Naturerlebnisse zu entdecken. Sieben Berge mit verschiedenartigen Aussichten geben der Wegstrecke einen abwechslungsreichen Verlauf.

## Streckenverlauf
Der Keltenerlebnisweg erstreckt sich von Südthüringen über die Haßberge, den Steigerwald bis hin zum Aischgrund. Der Weg geht von Meiningen über den Dolmar nach Rohr, weiter über Jüchsen, die Gleichberge und Milz nach Bad Königshofen, entlang der Haßberge vorbei an Königsberg in Bayern nach Zeil am Main und Sand am Main, weiter durch den Steigerwald mit den Orten Ebrach und Castell nach Bad Windsheim. Beworben werden dabei die kulturelle Vielfalt der romantischen Dörfer, sehenswerte Marktflecken sowie beeindruckende Städte mit ihrer eigenen Geschichte.

## Markierung
Die Markierung des Keltenerlebnisweges stellt die stilisierte Seitenansicht einer Gewandspange, einer sogenannten keltischen „Vogelkopffibel“, dar. Diese Spangen waren aus Bronze gegossen. Ein typisches Exemplar wurde im Bereich des Kleinen Knetzberges bei Knetzgau im Landkreis Haßberge gefunden. Es stammt aus der Zeit um 450 vor Christus.

## Sehenswürdigkeiten
- Archäologie-Museum im Fränkischen Freilandmuseum, Bad Windsheim
- Archäologisches Museum, Bad Königshofen
- Dolmar, Meiningen
- Grabhügel am Rittersrain, Themar
- Kloster Veßra, Themar
- Museum im Schloss Glücksburg, Römhild
- Museum Jüchsen
- Museum Schloss Oberschwappach, Knetzgau (nicht das Museum im Schloss Oberschwappach)
- Steigerwald-Zentrum, Oberschwarzach
- Steinsburgmuseum, Römhild
- Kelten-Siedlung „Widderstatt“, Jüchsen
- Zabelstein, Michelau im Steigerwald